# Dipoena yutian
Espèce
Dipoena yutian est une espèce d'araignées aranéomorphes de la famille des Theridiidae.

## Distribution
Cette espèce est endémique du Xinjiang en Chine,.

## Publication originale
- Hu & Wu, 1989 : Spiders from agricultural regions of Xinjiang Uygur Autonomous Region, China. Shandong University Publishing House, Jinan, p. 1-435.